# Nabiałek
Nabiałek – polski herb szlachecki z nobilitacji.

## Opis herbu
W polu błękitnym podkowa srebrna z krzyżem kawalerskim złotym w środku i takimż krzyżem, uszczerbionym z prawej, zaćwieczonym na barku;
Klejnot: trzy pióra strusie.
Labry: czerwone, podbite srebrem.

## Najwcześniejsze wzmianki
Nobilitacja Mikołaja Nabiałka, mieszczanina łukowskiego z 2 maja 1596.

## Herbowni
Nabiałek.